# Cuerpo de Preservación de la Paz de la Zona Desmilitarizada

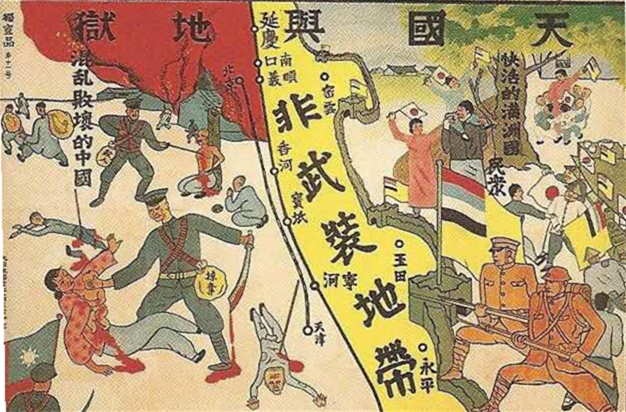
Propaganda japonesa, zona desmilitarizada en Hebei Oriental.

El Cuerpo de Preservación de la Paz de la Zona Desmilitarizada fue una fuerza policial creada por la tregua de Tanggu para patrullar y mantener el orden en la zona desmilitarizada que se extendía desde el sur de la Gran Muralla, hasta una línea al noreste del río Bai en la provincia de Hebei en el norte de China hacia finales de la década de 1930.

## Antecedentes e historia
Según los términos de la tregua de Tanggu, el Ejército Imperial Japonés se retiró a la línea de la Gran Muralla, y las unidades regulares del Ejército Nacional Revolucionario del gobierno del Kuomintang de la República de China se retiraron al sur de la nueva zona desmilitarizada. Dentro de la zona misma, que abarcaba parcialmente las principales ciudades de Tianjin y Beijing, el orden público debía ser mantenido por un "Cuerpo de Preservación de la Paz" ligeramente armado. Según los términos de la tregua de Tanggu, cualquier disputa que no pudiera ser resuelta por el Cuerpo de Preservación de la Paz se resolvería mediante un acuerdo a través de discusiones directas entre los gobiernos japonés y chino.
Una cláusula secreta de la tregua de Tanggu excluía a cualquiera de los ejércitos de voluntarios antijaponeses del Cuerpo de Preservación de la Paz. Esto efectivamente significó que el ejército japonés pudiera dominar el Cuerpo de Preservación de la Paz con tropas desmovilizadas de los ejércitos subsidiarios chinos colaboracionistas que habían participado en la batalla de Rehe y el posterior ataque a la Gran Muralla e intrusión en Hebei. Unos 1.000 hombres fueron reclutados para el Cuerpo de las antiguas tropas del señor de la guerra Shih Yusan y otros 2.000 hombres de las fuerzas de Li Chi-chun.
A finales de 1935, con la proclamación del Gobierno Autónomo de Hebei Oriental, el Cuerpo de Preservación de la Paz se disolvió y sus fuerzas fueron absorbidas por el nuevo Ejército de Hebei Oriental.